# یواس‌اس لوکست (۱۹۱۰)
یواس‌اس لوکست (۱۹۱۰) (به انگلیسی: USS Locust (1910)) یک کشتی بود که طول آن ۸۰ فوت ۹ اینچ (۲۴٫۶۱ متر) بود.